# Striga strigosa
Striga strigosa är en snyltrotsväxtart som beskrevs av Peter Good. Striga strigosa ingår i släktet Striga och familjen snyltrotsväxter. Inga underarter finns listade i Catalogue of Life.